# Nicolas Ier de Prešov
Nicolas Ier (né Mikuláš Kocvár le 19 décembre 1927, Hanigovce - mort le 30 janvier 2006, Prešov) fut primat de l'Église orthodoxe de Tchéquie et de Slovaquie du 14 avril 2000 au 30 janvier 2006.